# Marina Sidorova
Pour les articles homonymes, voir Sidorova.
Marina Grigorievna Sidorova (en russe : Марина Григорьевна Сидорова), née Nikiforova (Никифорова) le 16 janvier 1950 à Léningrad (Union soviétique, aujourd'hui Saint-Pétersbourg, en Russie) est une athlète soviétique, spécialiste des épreuves de sprint.

## Biographie
Elle fait ses débuts sur la scène internationale à l'occasion des Championnats d'Europe de 1971, à Helsinki. Elle y remporte la médaille de bronze du relais 4 × 100 mètres aux côtés de Ludmila Maslakova, Galina Bukharina et Nadezhda Besfamilnaya. Elle se classe deuxième du 200 m lors des Universiades de 1973 et de 1977.
En 1977, Marina Sidorova remporte le titre du 400 m des Championnats d'Europe en salle 1978, à Milan, en devançant dans le temps de 52 s 42 l'Italienne Rita Bottiglieri et l'Autrichienne Karoline Käfer. Elle remporte cette même année trois médailles de bronze lors de la Coupe du monde des nations de Düsseldorf, sur 400 m et au titre des relais 4 × 100 m et 4 × 400 m.

### Palmarès
| Date | Compétition                    | Lieu  | Résultat | Épreuve |
| ---- | ------------------------------ | ----- | -------- | ------- |
| 1978 | Championnats d'Europe en salle | Milan | 1re      | 400 m   |

### Records
| Épreuve | Épreuve   | Performance | Lieu      | Date            |
| ------- | --------- | ----------- | --------- | --------------- |
| 400 m   | Plein air | 50 s 98     | Édimbourg | 27 juillet 1977 |
| 400 m   | Salle     | 52 s 42     | Moscou    | 12 mars 1978    |